# Má mě rád, nemá mě rád (film, 1996)
Má mě rád, nemá mě rád (anglicky: I Love You, I Love You Not) je romantické filmové drama z roku 1996 režírované Billy Hopkinsem a sepsané Wendy Kesselmanovou.

## Děj
Vypráví příběh dvou žen: babičky Nany a její vnučky Daisy. Daisy Naně vypráví o svém milostném vztahu k mladému muži jménem Ethan a o svých problémech ve škole kvůli tomu, že je Židovka. Nana následně vypráví Daisy příběh ze svého mládí, kdy byla poslána do ghetta a poté do koncentračního tábora.

## Obsazení
- Jeanne Moreau – Nana
- Claire Danes – Daisy/mladá Nana
- Jude Law – Ethan
- James Van Der Beek – Tony
- Kris Park – Seth
- Lauren Fox – Alsion
- Emily Burkes-Nossiter – Jessica
- Carrie Szlasa – Jane
- Julia Stiles – přítelkyně mladé Nany
- Robert Sean Leonard – anděl smrti